# Палтамо
Палтамо (фин. Paltamo, швед. Paldamo) — община в Финляндии, в провинции Кайнуу. Расположена примерно в 145 км от Оулу. Население составляет 3 099 человек (на 31 января 2022 года); площадь — 1 139,09 км², из них 220,23 км² заняты водными объектами. Плотность населения — 3,37 чел/км². Официальный язык — финский (родной для 98,9 % населения).

## Этимология
Слово «paltamo» означает в переводе с финского «просмоленная лодка», этот факт отображён и на гербе общины.

## Населённые пункты
Населённые пункты региона включают: Кирконкюля, Контиомяки, Хакасуо, Хярмянмяки, Кивесъярви, Корпимяки, Мелалахти, Миеслахти, Уура, Вааранкюля.

## Известные личности
В Палтамо родился известный финский писатель Эйно Лейно.